# 宮古島中継局
宮古島中継局（みやこじまちゅうけいきょく）では、沖縄県宮古島市にあるラジオ・テレビの中継局について説明する。宮古島市の中継局は宮古島（平良地区）と伊良部島に点在しており、放送局によって宮古中継局（みやこちゅうけいきょく）・平良中継局（ひららちゅうけいきょく）・伊良部中継局（いらぶちゅうけいきょく）と呼ばれている。なお、宮古島中継局という名称の中継局は存在しない。

## 概要
主に宮古島市内全域をエリアとしているが、テレビ、AMラジオおよびNHK-FM放送のいずれも沖縄本島から海底ケーブル経由で宮古島へ伝送され、さらに多良間島や石垣島へ伝送するため、宮古諸島だけでなく八重山諸島も含めた先島諸島の基幹局としての役割も果たしている。かつてはNHK総合テレビジョンやRBCiラジオは宮古放送局として親局の役割も果たし、那覇本局とは別のコールサインや別番組（独自編成）が存在していた。
地上デジタルテレビジョン放送の中継局については、NHKが先行して設置し、民放については新規開局となる琉球朝日放送を含めて2009年5月に開局する予定であったが、本島から先島までの伝送路と先島地域における信号伝送路を繋ぐ機器に不具合が生じたとして、対策を取るため直前の同年4月28日に開始を延期すると、各放送局のニュースで発表した（NHKのアナログテレビ・デジタルテレビ・FM放送と民放のアナログテレビ放送への影響は出ていない）。免許が下りて実際に放送を開始したのはそれから約半年後の10月21日であった。

## 沿革
- 1964年4月1日 - RBC琉球放送が平良市下里（現・宮古島市平良下里）にラジオ中継局開局（1150kc・500W）。コールサインはなかったが、那覇本局（当時のコールサインはKSAR）とは別に先島向けの番組が存在[1]していた。
- 1967年12月22日 - OHK沖縄放送協会が沖縄本島に先駆けて宮古・八重山地区でテレビ放送を開始、宮古テレビジョン放送局開局（コールサイン：KSDY-TV、US9ch・映像出力1kW）。
- 1972年
  - 5月15日 - 本土復帰によりOHKはNHK沖縄放送局となった。これによりOHKテレビはNHK総合テレビとなり（ただし番組内容は総合テレビと教育テレビの独自混合編成）、OHK宮古テレビジョン放送局はNHK宮古テレビジョン放送局に変わった（コールサインはJOVQ-TVに変更、チャンネル名は宮古総合テレビジョン）。また八重山放送局が廃止されたため、先島諸島の親局となった。
  - 6月25日 - NHK沖縄放送局が中波ラジオ放送を開始（第1は27年ぶりの復活）したのにともない、ラジオ第1放送と第2放送の中継局が開局（第1放送：970kc・100W、第2放送：1370kc・100W）。
- 1973年11月1日 - 琉球放送英語放送局（復帰前のコールサイン：KSBK）閉局にともない、同局のコールサインだったJOROが宮古ラジオ放送局のコールサインとなる。
- 1975年 - 沖縄本島からの海底ケーブルが暫定開通し、NHKニュースなどNHKの一部番組が全国・沖縄本島と同時放送となる（ただしモノクロ）。
- 1976年12月22日 - 沖縄本島との海底ケーブルが開通。これによりNHKのテレビ放送が全国・沖縄本島と同時放送となる。NHK宮古テレビジョン放送局が廃止され平良テレビ中継局（総合テレビ）に格下げし、チャンネルもアメリカ式のUS9chから日本式の7chへ変更された。そして新たに教育テレビとFM放送が開始された。
- 1978年11月23日 - AMラジオの周波数の間隔が10kHzから9kHzとなったため、NHKとRBCの周波数がそれぞれ変更された（NHK第1：970 kHz→1368 kHz、NHK第2：1370 kHz→1602 kHz、RBC：1150 kHz→1152 kHz）。
- 1985年5月頃 - RBCラジオの中継局が平良市久貝（現・宮古島市平良久貝）に移転（支線式円柱管65ｍ）。
- 1993年12月16日 - RBC琉球放送とOTV沖縄テレビ放送の沖縄県内民放テレビ2局が開局30年以上経過してようやく先島での放送を開始。もともと親局がVHFであるためVHFのチャンネルが割り当てられていたが、先島での放送開始が決定してから混信を防ぐためUHFのチャンネルへ変更、UHFでの放送となった。
- 2002年7月20日 - 宮古初のコミュニティ放送であるFMみやこが開局（76.5 MHz・20W）。
- 2005年
  - 4月1日 - 琉球放送（RBCiラジオ）とROKラジオ沖縄の沖縄県内民放AMラジオ2局が中波混信（難聴）解消のため、伊良部島（当時は伊良部町）に中継局を開局。両局ともAMだが、AMでは夜間における難聴解消にならないためFM波での開局となった。またRBCiラジオは老朽化した宮古ラジオ放送局に替わる中継局となり、1ヶ月間はAM・FMの2波サイマル放送となった。
  - 5月2日 - RBCiラジオ宮古ラジオ中継局がFM中継局開局に伴い、2:00の放送終了をもって廃止。
- 2008年5月1日 - NHKの地上デジタルテレビジョン放送開始。
- 2009年
  - 4月28日 - 同年5月に予定していた沖縄県内民放テレビ3局の地上デジタルテレビジョン放送開始を延期すると発表。なお、QAB琉球朝日放送は開局14年目でようやく実現するはずだった先島での放送開始であった。
  - 10月20日 - 延期となっていた県内民放3局の地上デジタルテレビジョン放送中継局に、沖縄総合通信事務所から免許状交付、翌日放送を開始した。
- 2011年7月24日 - アナログテレビ中継局が廃局。
- 2019年1月23日 - FM沖縄の伊良部中継局が開局（沖縄本島以外の離島では初の中継局）。

## テレビジョン放送送信設備

### 地上デジタルテレビ放送
| ID | 放送局名           | 物理 チャンネル | 空中線電力 | ERP    | 放送対象地域 | 放送区域 内世帯数 | 開局日          |
| -- | ------------------ | --------------- | ---------- | ------ | ------------ | ----------------- | --------------- |
| 1  | NHK 沖縄総合       | 17              | 100W       | 1.7 kW | 沖縄県       | 20,570世帯        | 2008年 5月1日   |
| 2  | NHK 沖縄教育       | 13              | 100W       | 1.6 kW | 全国放送     | 20,570世帯        | 2008年 5月1日   |
| 3  | RBC 琉球放送       | 14              | 100W       | 2.7 kW | 沖縄県       | 20,570世帯        | 2009年 10月21日 |
| 5  | QAB 琉球朝日放送   | 16              | 100W       | 2.7 kW | 沖縄県       | 20,570世帯        | 2009年 10月21日 |
| 8  | OTV 沖縄テレビ放送 | 15              | 100W       | 2.7 kW | 沖縄県       | 20,570世帯        | 2009年 10月21日 |

- アナログテレビと同じ宮古島市平良東仲宗根に設置。
- 民放については、技術面とテレビのデジタル切り替えに伴う費用の負担問題もあって放送開始が危ぶまれていたが、先島地区地上デジタル放送推進事業で沖縄本島から現地までの海底ケーブル敷設にかかる費用を国から8割補助を受けることが決定されたことで、2009年5月に開局できる見通しとなっていた。ところが技術トラブルにより延期され、同年6月に開局時期を10月にすると発表された。
- 2009年10月21日についに開局し、QABがようやく見ることが出来るようになった（テレビ朝日は全国ニュースで紹介した）。当日は各局の地デジ大使が宮古島入りし、開局式典などが行われた。

### 地上アナログテレビ放送
| チャンネル | 放送局名           | 空中線電力        | ERP                  | 放送対象地域 | 放送区域 内世帯数 | 偏波面   | 開局日          | 閉局日         |        |
| ---------- | ------------------ | ----------------- | -------------------- | ------------ | ----------------- | -------- | --------------- | -------------- | ------ |
| 4          | NHK 沖縄教育       | 映像1kW/ 音声250W | 映像13kW/ 音声3.2 kW | 全国放送     | 約19,500世帯      | 水平偏波 | 1976年 12月22日 | 2011年 7月24日 |        |
| 7          | NHK 沖縄総合       | 映像1kW/ 音声250W | 映像13kW/ 音声3.2 kW | 沖縄県       | 約19,500世帯      | 水平偏波 | 1967年 12月22日 | 2011年 7月24日 |        |
| 32         | RBC 琉球放送       | 映像1kW/ 音声250W | 映像34kW/ 音声8.5 kW | 沖縄県       | 約19,500世帯      | 水平偏波 | 1993年 12月16日 | 2011年 7月24日 |        |
| 34         | OTV 沖縄テレビ放送 | 映像1kW/ 音声250W | 映像34kW/ 音声8.5 kW | 沖縄県       | 約19,500世帯      | 水平偏波 | 1993年 12月16日 | 2011年 7月24日 |        |
| 未割当     | QAB 琉球朝日放送   | 未開局            | 未開局               | 未開局       | 未開局            | 未開局   | 未開局          | 未開局         | 未開局 |

- 送信所： NHKは宮古島市平良東仲宗根、民放は同西仲宗根。両局の距離は約1km。
- NHK総合は前身のOHKテレビ時代～復帰後におけるNHK宮古テレビ時代にはUS9chで放送。沖縄本島・全国と同時放送となった1976年12月22日より現行のJA7chに。
- QABはデジタル放送のみ開局。
- 沖縄本島（糸満市米須） - 宮古島（宮古島市城辺）間に海底ケーブルが敷設されており、宮古島市城辺の陸揚所から中継局の同市平良へ伝送。さらにNHK沖縄放送局は石垣島の於茂登岳へ、民放（RBC・OTV）は多良間島へそれぞれ送信。

## ラジオ放送送信設備

### NHK沖縄ラジオ中継局
| 周波数 （kHz）/（MHz） | 系統名      | 空中線電力 | ERP    | 放送対象地域 | 放送区域 内世帯数 | 開局日          |
| ---------------------- | ----------- | ---------- | ------ | ------------ | ----------------- | --------------- |
| 1368                   | NHK 沖縄第1 | 100W       | なし   | 沖縄県       | -                 | 1972年 6月25日  |
| 1602                   | NHK 沖縄第2 | 100W       | なし   | 全国放送     | -                 | 1972年 6月25日  |
| 85.0                   | NHK 沖縄FM  | 1 kW       | 4.9 kW | 沖縄県       | -                 | 1976年 12月22日 |

- 送信所： AM - 宮古島市平良荷川取、FM - 宮古島市東仲宗根（テレビ放送と同じ）
- 1978年11月23日 9:00（JST）のAM周波数一斉変更前はラジオ第1は970kHz、ラジオ第2は1370kHzで放送された。
- FMの出力が地域放送局の親局並みの1kWの理由は石垣島へ送信するためである。他にNHK-FMの中継局で1kWの出力で放送している地域は、北海道名寄・中標津・中頓別（知駒）、新潟県小出、兵庫県姫路、島根県浜田、鹿児島県種子島の7局ある。そのうち小出、種子島とここ宮古島以外は親局よりも高出力となっている。

### 民放ラジオ中継局
もともと1964年4月にRBC琉球放送（現在は“RBCiラジオ”と呼称）が平良市下里（現在の宮古島市平良下里、1985年5月頃に平良市久貝（現在の宮古島市平良久貝）に移転、AM中継局廃局までそこから放送）に先島ラジオ放送局として周波数1150kc、出力500Wで開局。先島のみならず台湾北部までカバーしていた。1973年には閉局した英語放送局のコールサインだった“JORO”を引き継いだ。2001年に沖縄本島北部の名護ラジオ中継局が開局するまで、沖縄県内民放AMラジオでは唯一の中継局だった。
しかし近年、夜間に中国や朝鮮半島などの近隣外国の電波による混信で受信しにくくなったことから、2005年に総務省の事業として伊良部島にRBCiラジオとROKラジオ沖縄の中継局を設置。2局ともAMラジオ局であるが、AMでは難聴解消に効果がないため、FMによる中継局となった。
| 周波数 （MHz） | 放送局名                    | 空中線電力 | ERP  | 放送対象地域 | 放送区域 内世帯数 | 開局日         |
| -------------- | --------------------------- | ---------- | ---- | ------------ | ----------------- | -------------- |
| 77.4           | FM沖縄                      | 100W       | 430W | 沖縄県       | 21,977世帯        | 2019年 1月23日 |
| 82.7           | RBC 琉球放送 （RBCiラジオ） | 100W       | 470W | 沖縄県       | 不明              | 1964年 4月1日  |
| 84.1           | ROK ラジオ沖縄              | 100W       | 470W | 沖縄県       | 不明              | 2005年 4月1日  |

- 送信所： 宮古島市伊良部（伊良部島）
- RBCiラジオは1964年4月1日 - 1978年11月23日の周波数一斉変更前は1150kHz、同日の変更後 - 2005年5月2日は1152kHzで放送。現行の中継局は同年4月1日に開局したが、同日 - 5月2日 2:00の放送終了までの1か月間は移行期間としてAM（宮古放送局・1152 kHz）とFM（伊良部中継局・82.7 MHz）のサイマル放送が行われた。

#### 歴史
- 1964年4月1日 - RBC宮古中波放送局本放送開始。
- 2004年12月24日 - RBC･ROK伊良部超短波中継局に予備免許交付
- 2005年
  - 3月23日 - RBC・ROK伊良部超短波中継局に本免許交付。
  - 4月1日 - RBC・ROK伊良部超短波中継局本放送開始。
  - 5月2日 - RBC宮古中波放送局廃局。
- 2018年
  - 9月14日 - FM沖縄伊良部中継局に予備免許交付。
- 2019年
  - 1月15日 - FM沖縄伊良部中継局に本免許交付。
  - 1月23日 - FM沖縄伊良部中継局本放送開始。

### コミュニティFMラジオ放送所
| 周波数 （MHz） | 放送局名                  | コールサイン | 空中線電力 | ERP    | 放送対象地域      | 放送区域 内世帯数 | 開局日         |
| -------------- | ------------------------- | ------------ | ---------- | ------ | ----------------- | ----------------- | -------------- |
| 76.5           | エフエムみやこ            | JOZZ0AR-FM   | 20W        | 17.8W※ | 宮古島市 多良間村 | （14,574世帯）※   | 2002年 7月20日 |
| 76.5           | エフエムみやこ 上野中継局 | -            | 20W        | 25.4W  | 宮古島市 多良間村 | 3,890世帯         | 2016年 4月15日 |

- ※印の補足…初代親局の配置時代の資料による。宮古島市内の内、旧平良市域11,377世帯の92.4%にあたる10,515世帯、旧城辺町域2,580世帯の79.5%にあたる2,051世帯、旧下地町域1,048世帯全世帯、旧上野村域960世帯全世帯が、放送区域内世帯数。
- エフエムみやこは宮古島初のコミュニティFM局である。
- エフエムみやこ親局送信所： 宮古島市上野野原1190-188（初代）、宮古島市平良字東仲宗根968-9（2代目）
  - 上野中継局： 宮古島市上野字上野395-1
  - エフエムみやこには他に多良間村に多良間中継局がある。
- FM沖縄の中継局は設置されていなかった（上述のとおり2019年1月23日に開局[3])ため、同局の番組が2018年9月末まで一部エフエムみやこで放送されていた。インターネットラジオでは、LISMO WAVE、またはドコデモFM（何れも有料会員制）での配信のみ利用することが可能である。radikoについては、無料版・会員制有料版ともRBCiラジオのみ先行して開始、遅れてFM沖縄とラジオ沖縄が同時に参入している。

#### 歴史
- 2002年
  - 7月8日 - 予備免許交付
  - 7月17日 - 本免許交付
  - 7月20日 - 開局
- 2016年
  - 4月15日 - 親局送信所移転および上野中継局開局